# Yōsuke Nakata
Yōsuke Nakata (japanisch 中田 洋介 Nakata Yōsuke; * 15. September 1981 in der Präfektur Iwate) ist ein ehemaliger japanischer Fußballspieler.

## Karriere
Nakata erlernte das Fußballspielen in der Schulmannschaft der Ofunato High School und der Universitätsmannschaft der Komazawa-Universität. Seinen ersten Vertrag unterschrieb er 2004 bei den Vegalta Sendai. Der Verein spielte in der zweithöchsten Liga des Landes, der J2 League. Für den Verein absolvierte er 87 Ligaspiele. 2008 wechselte er zum Ligakonkurrenten Yokohama FC. Für den Verein absolvierte er 28 Ligaspiele. Danach spielte er bei den Grulla Morioka und Morioka Zebra. Ende 2012 beendete er seine Karriere als Fußballspieler.